# Okinoshima
Okinoshima (japanski: 沖ノ島) je najsjeverniji otok u prefekturi Fukuoka (Kyūshū, regija). Izoliran otok nalazi se oko 65 km udaljen od velikog otoka Tsushima na istoku i oko 55 km od otoka Ōshima na jugu, koji je odmah iznad najjužnijeg glavnog japanskog otoka, Kyushua. Stanovništvo otoka čini samo jedan zaposlenik hrama, dok se cijeli otok drži za šintoistički kami (sveti duhovi), te je ženama zabranjen pristup otoku. Naime, otok pripada svetištima Munakata Taisha, posvećenima trima kćerima božice Amaterasu i bogu Susanu, a koji su glavni za oko 6.000 Munataka svetišta širom Japana. Od 2017. godine UNESCO je njegovih 68.38 hektara oko svetišta Okitsu upisao na UNESCO-ov popis mjesta svjetske baštine u Aziji kao „jedinstven primjer tradicije štovanja svetih otoka”.

## Zemljopisne odlike
Otok ima površinu od 97 ha, dug je 1,5 km i širok 1 km, a najviša točka na otoku je vrh Ichinodake (一ノ岳) s 244 metra visine. Na njemu se nalazi svjetionik Okinoshima (沖ノ島灯台, Okinoshima Tōdai) čije se svjetlo vidi 17 nautičkih milja. Kilometar jugoistočnoj od otoka nalazi se oko 2,5 ha širok i 29 metara visok otok Koyajima (小屋島) i dvojne stijene Mikadobashira (御門柱) i Tenguiwa (天狗岩) visine 22 m, koji su također sveta kami mjesta i UNESCO-ova svjetska baština.

## Otok svetište
Arheološki lokaliteti koji su sačuvani na otoku su gotovo netaknuti i pružaju kronološku bilješku rituala koji se nisu mijenjali od 4. do 9. stoljeća. U ovim ritualima votivni predmeti su polagani kao dar na različitim mjestima na otoku. Mnogi od njih su djela izvanrednog majstorstva i donošeni su preko mora, što pruža dokaz o snažnoj razmjeni između Japanskog otočja, Korejskog poluotoka i Azijskog kontinenta.
Na mjestu rituala, na jugoistoku otoka, polovicom 17. stoljeća podignuto je svetište Okitsu-gū. Svetište je održavano i obnavljano nekoliko puta u izvornom obliku, sve do vladavine cara Hirohita u 20. st.
Između 1954. i 1971. godine provedena su velika iskopavanja na 23 mjesta na otoku, prilikom kojih je pronađeno 80.000 artefakata, starosti od 4. do 9. st. koji su svi proglašeni za japansko nacionalno blago. Zbog toga velikog broja artefakata, otok je također poznat kao „riznica mora” (海の正倉院, umi ne Shosoin). Dijelovi blaga su sada pohranjeni na stalnom postavu Nacionalnog muzeja japanske povijesti i u Shimpo-kanu („Muzej svetih blaga”).
Okinoshimu treba promatrati kao cjelinu i sveto mjesto bogoslužja (shintai) i stoga mu se ne može pristupiti bez teškoća. Pristup otoku je dopušten samo 27. svibnja svake godine za oko 250 ljudi kada je Okitsumiya genchi daisai (沖津宮現地大祭), obred pročišćenja. Iako je otok posvećen ženskoj kami, pristup ženama je i dalje zabranjen. Takayuki Ashizu, glavni svećenik Munakata Taisha, izjavio je kako usprkos statusu svjetske baštine, Okinoshima se neće otvarati posjetiteljima jer ljudi ga ne bi trebali posjećivati samo iz radoznalosti.